# Rifugio Francesco Gonella
Das Rifugio Francesco Gonella  (manchmal auch Rifugio del Dôme) ist eine Schutzhütte im Aostatal in den Grajischen Alpen innerhalb der Mont-Blanc-Gruppe. Sie liegt in einer Höhe von 3071 m im Val Veny innerhalb der Gemeinde Courmayeur in der Nähe des Gletschers Ghiacciaio del Dôme.
Die Berghütte liegt am italienischen Normalweg zum Mont Blanc.

## Geschichte
Das Rifugio Francesco Gonella wurde im Jahr 1962 errichtet. Sie ist dem Turiner Bergsteiger Francesco Gonella gewidmet. Eine frühere Hütte entstand bereits im Jahr 1891 und dient auch jetzt noch als Winterlager.
Von 2007 bis 2011 wurde die Hütte von 1962 durch einen Neubau ersetzt.

## Anstieg
Die Wanderung beginnt am Parkplatz von La Visaille / Plan Lognan (1670 m). Zunächst folgt man dem Fahrweg in Richtung Plan Combal (1990 m). Ganz in der Nähe liegt der Lago Miage. Über den Ghiacciaio del Miage führt heute der Hüttenzustieg Nummer S15 zu der auf 3071 m liegenden Hütte.
Auf rund 2500 m fließt der am Dôme du Goûter entstandene Ghiacciaio del Dôme (frz. Glacier du Dôme) in den Miagegletscher, auf rund 2400 m wird er vom Ghiacciaio del Monte Bianco (franz. Glacier du Mont Blanc) erreicht, welcher aus den Südwesthängen des Mont Blanc gespeist wird.
Auf einer Höhe von 2650 m verlässt man schließlich den Miage-Gletscher und steigt auf Fels- und Wiesengelände zur Hütte auf.
Für den gesamten, einige Schwierigkeiten aufweisenden Weg vom Parkplatz bei La Visaille bis zum Rifugio Francesco Gonella sind ungefähr 5½ Stunden zu veranschlagen.

## Tourenmöglichkeiten

### Übergänge
- Übergang zur Schutzhütte Refuge des Grands Mulets (3050 m) über den Col du Dôme (4237 m).
- Übergang zur Schutzhütte Refuge du Goûter (3817 m) über den Col du Dôme.
- Übergang zur Schutzhütte Refuge de Tête Rousse (3197 m) über den Col de Bionnassay (3892 m).
- Übergang zur Schutzhütte Refuge Durier (3349 m) über den Col de Miage (3356 m).

### Gipfeltouren
Folgende Gipfel oder Pässe können von der Hütte erreicht werden:
- Dôme du Goûter – (4304 m)
- Aiguille de Bionnassay – (4052 m)
- Aiguille Grises – (3837 m)